# George Madison

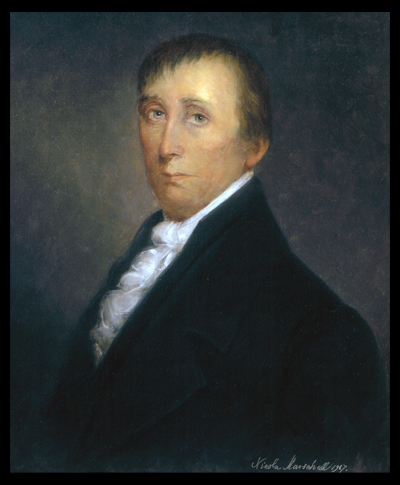
George Madison, porträtiert von Nicola Marschall (1907)

George Madison (* Juni 1763 im Augusta County, Colony of Virginia; † 14. Oktober 1816 in Paris, Kentucky) war ein US-amerikanischer Politiker (Demokratisch-Republikanische Partei) und Gouverneur des Bundesstaates Kentucky.

## Lebenslauf
George Madison war ein Cousin zweiten Grades von James Madison, dem späteren US-Präsidenten. Er erhielt eine eher schlechte Schulbildung in seinem Heimatbezirk. Madison nahm sowohl am Unabhängigkeitskrieg als auch an den folgenden Indianerkriegen und dem Krieg von 1812 teil. Dabei wurde er mehrfach verwundet. Sein Einsatz und seine Tapferkeit wurden mehrfach von seinen Vorgesetzten lobend erwähnt. Im Krieg von 1812 nahm er an der gescheiterten Invasion in Kanada teil und wurde von den Briten gefangen genommen, jedoch ein Jahr später wieder im Rahmen eines Gefangenenaustauschs freigelassen.
Parallel zu seinen militärischen Aktivitäten war er seit 1796 in den Dienst des neu entstandenen Staates Kentucky getreten. Gouverneur Isaac Shelby ernannte ihn in diesem Jahr zum Rechnungsprüfer öffentlicher Konten (Auditor of Public Accounts). Dieses Amt behielt er 20 Jahre lang, nur unterbrochen von seinen militärischen Einsätzen. In dieser Funktion kam er mit den Menschen in allen Teilen des Landes zusammen und erwarb sich deren Respekt und Anerkennung. Im Jahr 1816 trat er aus gesundheitlichen Gründen von seinem Amt zurück. Er war bereits zu diesem Zeitpunkt an Tuberkulose erkrankt. Im selben Jahr standen in Kentucky Gouverneurswahlen an und Madison war inzwischen so populär, dass allgemein seine Kandidatur gefordert wurde. Trotz seiner Krankheit ließ er sich aufstellen und sein Gegenkandidat zog aus Respekt vor ihm seine Kandidatur zurück. Daher wurde er ohne Opposition zum Gouverneur von Kentucky gewählt. Seine Amtszeit begann am 5. September 1816 und dauerte nur etwas länger als einen Monat; er starb am 14. Oktober an seiner Krankheit. Seine einzige Amtshandlung als Gouverneur war die Ernennung von Charles Stewart Todd zum Staatssekretär. Er war der erste Gouverneur von Kentucky, der im Amt verstarb. Sein Vizegouverneur Gabriel Slaughter übernahm verfassungsgemäß das Amt des Gouverneurs.
Madison wurde auf dem Friedhof von Frankfort beigesetzt. Er war mit Jane Smith verheiratet, mit der er vier Kinder hatte.